# Земни чинки
Земни чинки (Geospiza) са род птици от семейство Тангарови (Thraupidae).

## Разпространение
Всичките му представители са ендемични за Галапагоските острови.

## Видове
Родът включва следните представители:
- Geospiza conirostris – Голяма кактусова чинка
- Geospiza difficilis – Остроклюна земна чинка
  - Geospiza difficilis septentrionalis – Чинка вампир
- Geospiza fortis – Средна земна чинка
- Geospiza fuliginosa – Малка земна чинка
- Geospiza magnirostris – Голяма земна чинка, едроклюна чинка
  - Geospiza magnirostris magnirostris – Дарвинова едроклюна чинка – подвид, изчезнал през 1957 г.
- Geospiza scandens – Обикновена кактусова чинка